# IC 4463
IC 4463 је елиптична галаксија у сазвјежђу Волар која се налази на листи објеката дубоког неба у Индекс каталогу.
Деклинација објекта је + 16° 1' 10" а ректасцензија 14h 35m 49,0s. Привидна величина (магнитуда) објекта IC 4463 износи 14,1 а фотографска магнитуда 15,1. IC 4463 је још познат и под ознакама CGCG 104-46, PGC 52175.